# マヌルネコ
マヌルネコ (Otocolobus manul) は、哺乳綱食肉目ネコ科に分類される食肉類。本種のみでマヌルネコ属Otocolobusを構成する。別名モウコヤマネコ。

## 分布

分布域

アフガニスタン、イラン、インド（ヒマラヤ山脈）、カザフスタン、キルギス、中華人民共和国、ネパール、パキスタン、ブータン、モンゴル国、ロシア南部。1960年代以前にはウズベキスタンやタジキスタンでも報告例があり、分布している可能性もある。アゼルバイジャンやアルメニアでは、絶滅したと考えられている。

## 形態
頭胴長（体長）50 - 65センチメートル。尾長21 - 31センチメートル。体重オス3.3 - 5.3キログラム、メス2.5 - 5キログラム。体毛が長く密集して生えているので、丸々と太った立派な体型に見える。この厚い毛のおかげで、雪の上や凍った地面の上に腹ばいになったとき体を冷やさずにすむ。体は橙みを帯びた灰色、腹面は白っぽい灰色、四肢は黄土色、腰に茶色の横縞が走る。個体によってはこの横縞が厚い毛のせいで判別できないこともある。尾には5 - 6本の黒い縞模様が入り、先端は黒い。頬は白色で長い毛がある。目の端から頬に黒色の縞が走る。顎から喉にかけても白色で、体下面では密集した灰色がかった毛になる。季節が移ると毛は生え変わる。冬毛は夏毛より灰色みが強く、模様が不鮮明である。
左右の耳介は離れ、低い位置にある。特徴的な顔つきで、目の位置が高いところにあるので、額は高く、丸い耳が低く離れた位置に付いているように見える。眼は顔の前方に位置する。目の位置が高いのは、身を隠せる場所の少ない平坦な砂漠やステップで、岩陰に臥せて岩の上から目だけを出して獲物を狙うのに適しているからだと考えられている。虹彩は黄色で、瞳孔は丸く収縮する。歯列は門歯が上下6本、犬歯が上下2本、小臼歯が上下4本、大臼歯が上下2本と計28本。爪は非常に短い。他のネコ科の動物と比べると足や爪が短く、臀部がやや大きい。

## 分類
以前は、イエネコの長毛種ペルシャの原種と考えられていた。後にイエネコの含まれる系統のうちクロアシネコやジャングルキャット・スナネコなどよりも、初期に分岐した種とみなされるようになった。
2006年に発表された分子系統解析では、ベンガルヤマネコ属とLeopard cat linegeを形成するという説が提唱されている。ベンガルヤマネコ属の共通祖先とは、5,900,000年前に分岐したと推定されている。
英名Pallas's catは、本種を発見したPeter Simon Pallasに由来する。
毛色や模様の違いから3亜種に分ける説もあるが、分子系統学的根拠はない。以下の亜種の分類・分布は、IUCN SSC Cat Specialist Group (2017) に従う。
Otocolobus manul manul (Pallas, 1776)
アフガニスタン、イラン、カザフスタン、中華人民共和国（甘粛省）、パキスタン、モンゴル国、中央アジア、シベリア南部
亜種O. m. ferrugineusはシノニムとされる。
Otocolobus manul nigripectus (Hodgson, 1842)
ネパール、ブータン、チベット、カシミール地方

## 生態
標高450 - 5,073メートルにある、岩場の多い草原やステップ・半砂漠などに生息する。昼夜を問わず活動するが、捕食者などを避けるため狩りは主に薄明薄暮時に行う。危険を感じると動かずに身をかがめて、地面に腹這いになる。
主にナキウサギ類・アレチネズミ類やハタネズミ類などの齧歯類・イワシャコ類などの鳥類などを食べるが、ノウサギ類やマーモット類の若獣を食べることもある。トランスバイカル地方西部の502個の糞の内容物調査では、89 %にナキウサギ類、44 %に小型齧歯類、3 %にジリス類、2 %にノウサギ類や鳥類が含まれていたという報告例もある。獲物に音を立てずゆっくり忍び寄る、草本の中を移動して飛び出した獲物を捕食する（主に春季や夏季）、獲物の巣穴の入り口で待ち伏せを行う（主に冬季）といった方法で狩りを行う。
妊娠期間は66 - 67日や74 - 75日という報告例がある。主に4 - 5月に出産する。主に2 - 4頭の幼獣を産むが、8頭の幼獣を産んだ例もある。野生での平均寿命は5年で、最大10年ほど生きる。飼育下では15年11か月の記録がある。

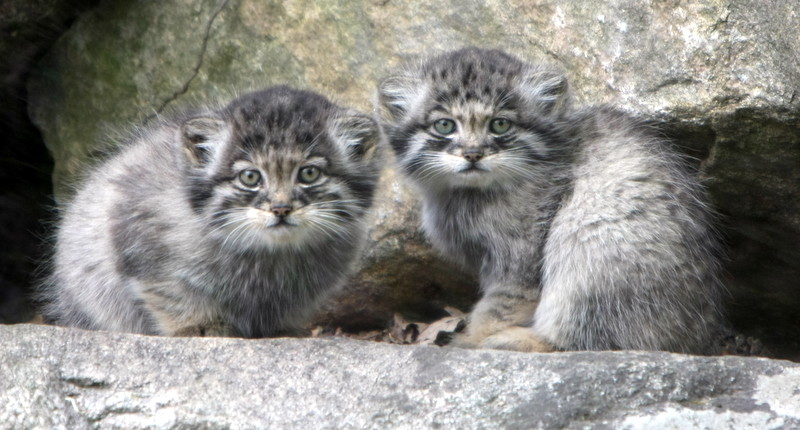
子猫

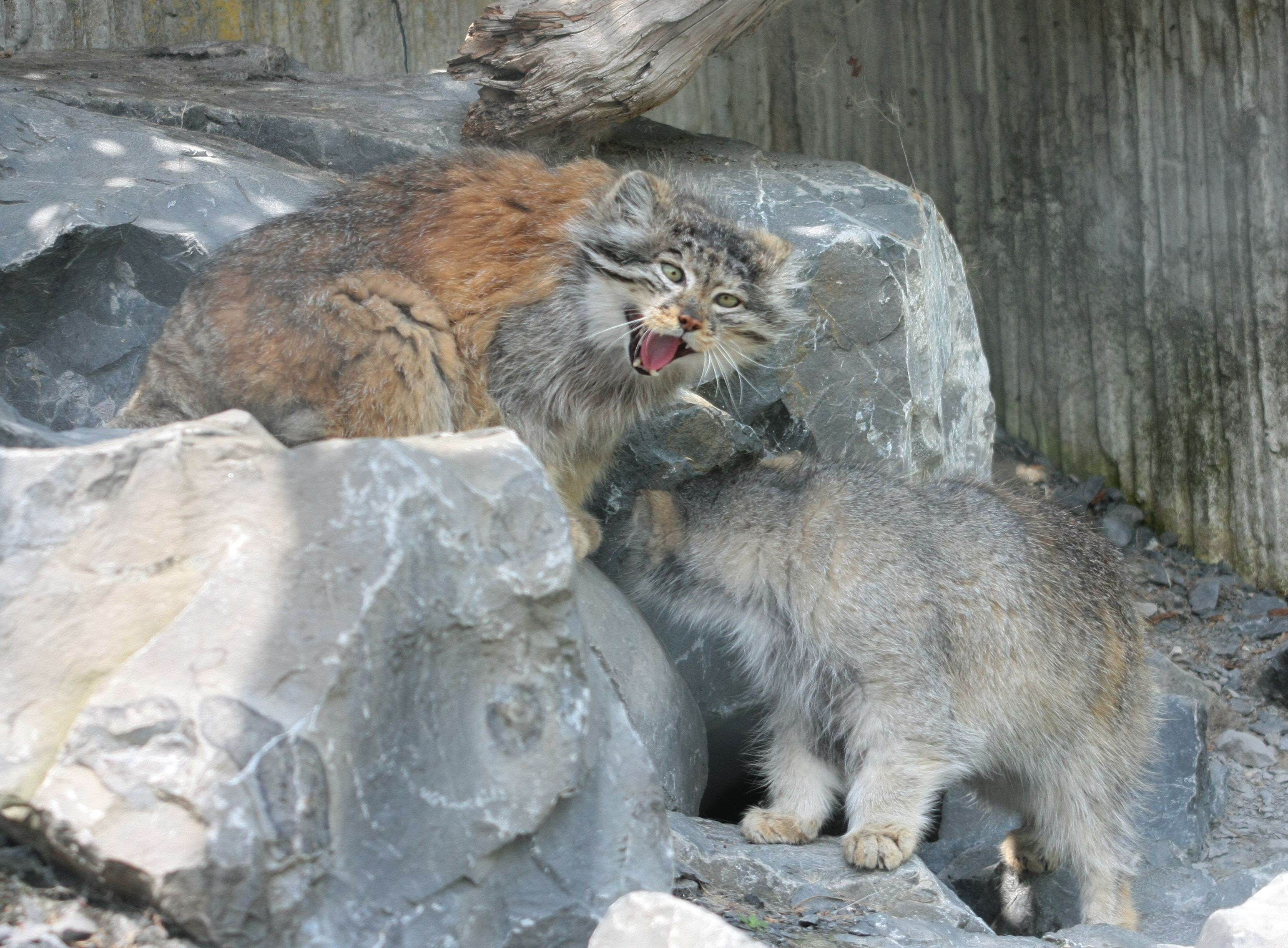
チューリッヒ動物園

マヌルネコは独特な威嚇行動をとる。片方の上唇をつり上げ震わせて、大きな犬歯をむき出しにするのである。

## 人間との関係
名前のマヌル(manul)はモンゴル語に由来し、「小さい野生ネコ」の意。属名Otocolobusは「耳が短い」の意。
毛皮が利用されることもある。モンゴルやロシアでは、脂肪や内臓が薬用になると信じられている。
農地開発や牧草地への転換・過放牧・採掘などによる生息地の破壊および分断、違法な狩猟やマーモット類と誤って狩猟や罠による混獲、過放牧によって増加した牧羊犬や野犬による捕食などにより、生息数は減少している。本種の獲物および巣穴を提供するナキウサギ類・齧歯類は、家畜との競合や感染症の防止などの理由から駆除が進められており、これらの減少による影響も懸念されている。多くの生息地で法的に狩猟は規制され毛皮の国際的な商取引も1980年代には規制されているが、多くの生息地で密猟が行われていると考えられている。モンゴルのみ一部の狩猟者に狩猟が許可され、毛皮が中華人民共和国へ密輸されている。1977年に、ネコ科単位でワシントン条約附属書IIに掲載されている。
飼育下では、特に幼獣がトキソプラズマ症に感染してしまうことが多いとされる。
法によって保護される前は、中華人民共和国、モンゴル国、アフガニスタン、ソビエト連邦で毛皮をとるために狩猟の対象とされた。齧歯類を捕食するため、殺鼠剤の使用が本種の生存に影響を与えているかもしれない。
欧州で飼育繁殖方法が確立されているが、感染症による死亡率が高く、飼育下での繁殖は困難である。生息地が高地のため病原菌が少なく、免疫力が低いためと考えられている。現在では動物園での繁殖が試みられており、近親交配を避けて繁殖を目指す為、世界的に動物園が連携している。
日本では東山動植物園で1999年にマヌルネコの国内初の繁殖に成功している。
繁殖に力を入れているのは主にロシアであり、2014年に同国のノボシビルスク動物園から同園で生まれた雄雌各1匹が米国の動物園へ移送されている。日本では2016年に2歳の雄のマヌルネコ1匹が埼玉県こども動物自然公園へ送られている。
2019年に雌雄1匹ずつを飼育していた那須どうぶつ王国で8匹の子どもが生まれたが、1匹は死産、母親の体調が思わしくなかったことから人工哺育中に5匹が感染症で死亡。2匹(雌雄各1匹)が生き残って成長し、2020年に繁殖のため神戸どうぶつ王国に移された。2024年神戸どうぶつ王国にて5匹の子どもが生まれたが翌2025年1月までに2匹が死亡、雌2匹と雄1匹が成長中。
2021年3月28日、上野動物園で飼育されているつがいの間に子どもが生まれたことが確認された。2021年9月現在、2匹（性別不明）が元気に育っている。子育ては雌が行っている。親子とも、公開はされていない。
日本では他に旭山動物園、 王子動物園でも飼育されている。

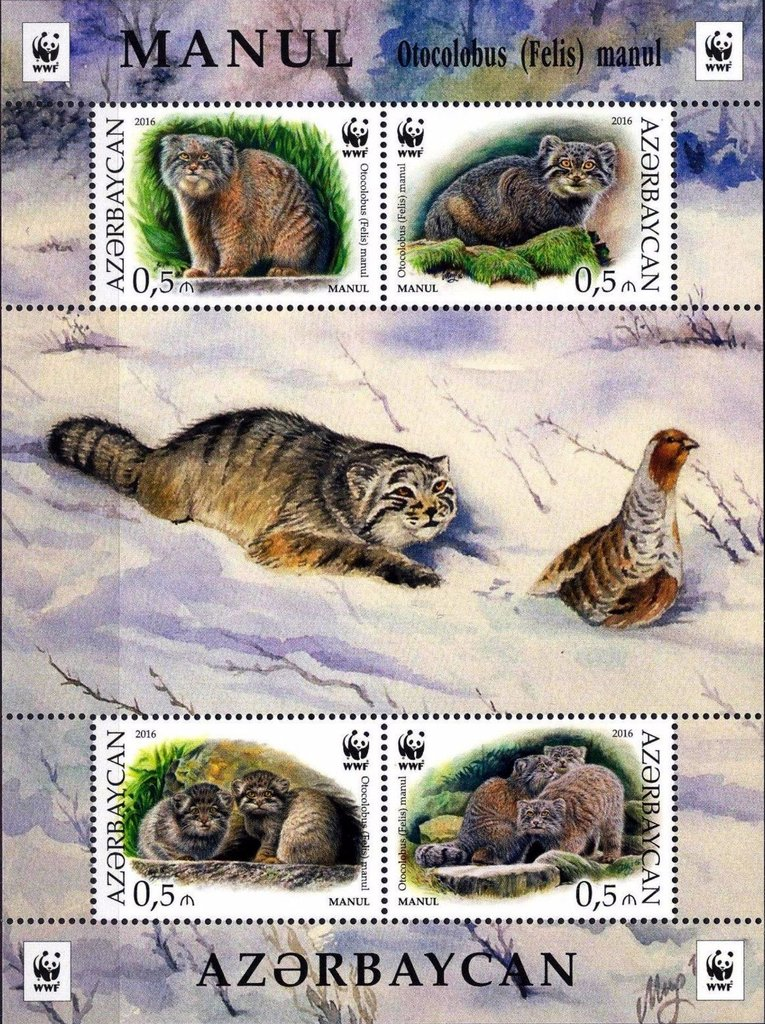
アゼルバイジャンの切手
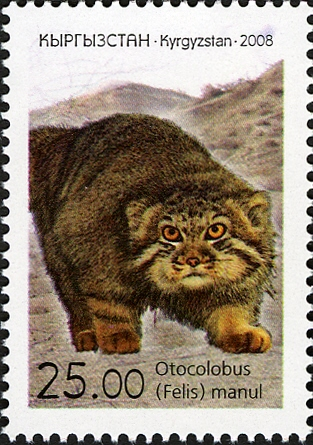
キルギスの切手
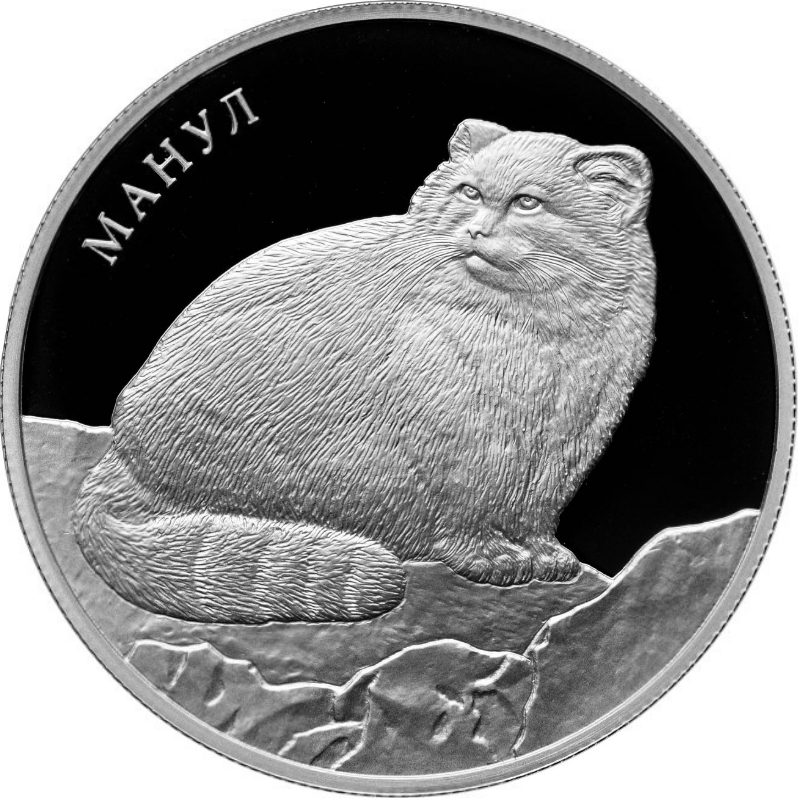
ロシア・ルーブル銀貨
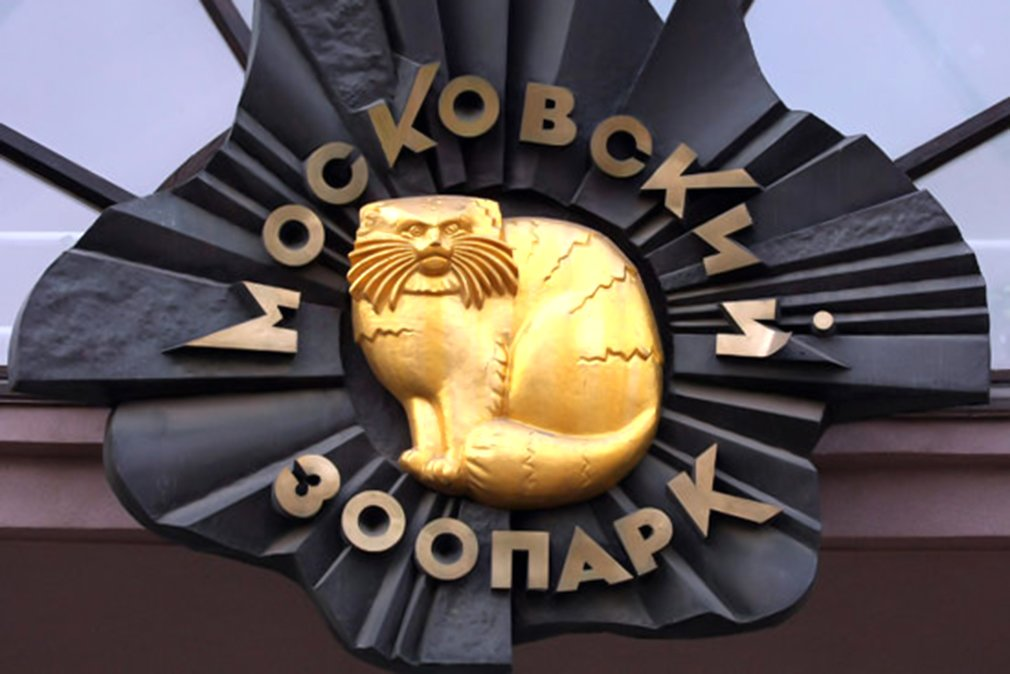
モスクワ動物園のレリーフ
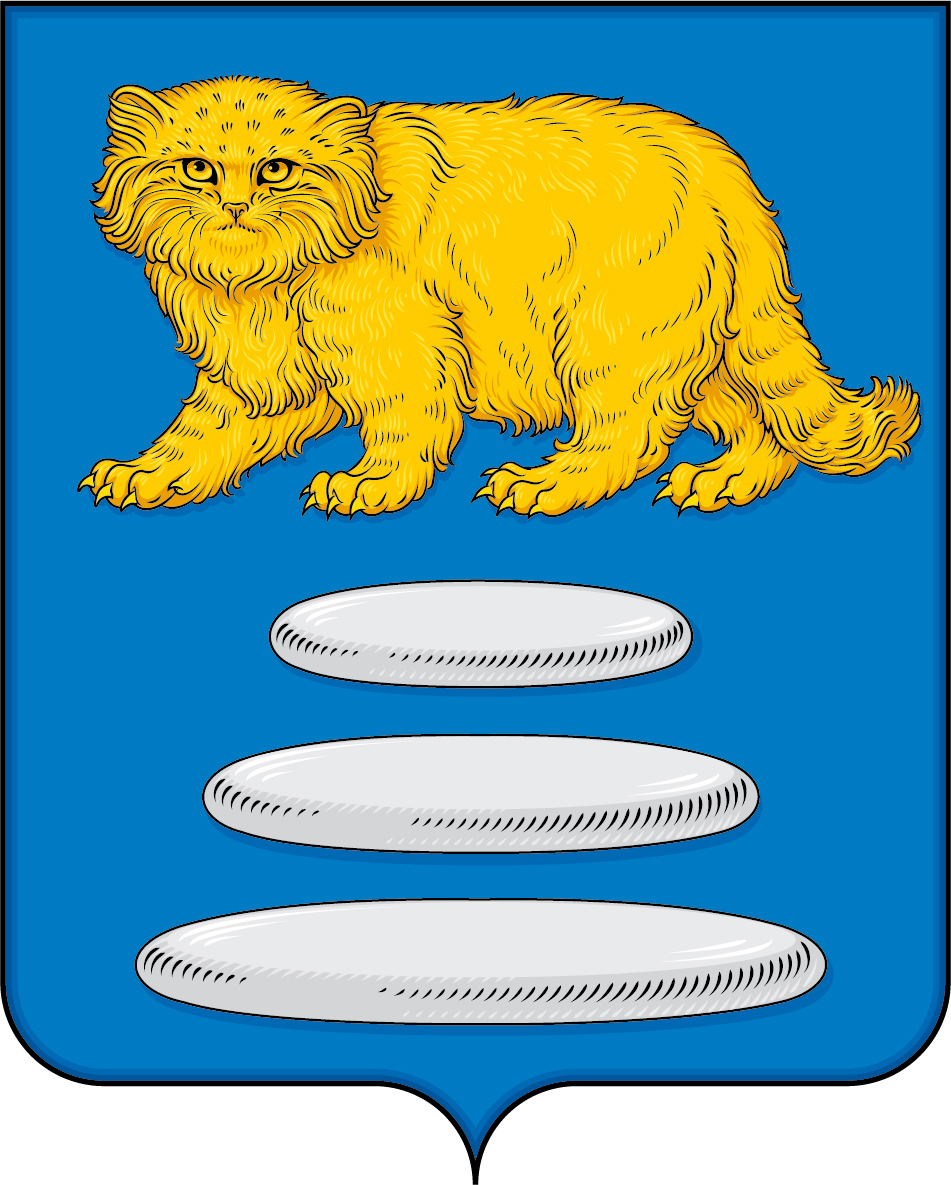
ザバイカリエ地方スレテンスキー地区（英語版）の紋章